# Tibní
Tibní (hebrejsky: תִּבְנִי‎, Tivni), v českých překladech Bible přepisováno též jako Tibni či Tebni, byl neúspěšným uchazečem o trůn Severního izraelského království poté, co byl zavražděn král Éla. Jeho jméno se vykládá jako „Slaměný“ či Má sláma; vzhledem k negativnímu významu jména někteří biblisté předpokládají, že se jednalo toliko o přezdívku. Dle názoru moderních historiků a archeologů vládl na části území severního Izraele asi v letech 884 až 880 př. n. l. Jeho ambice byly ukončeny ve vojenském střetu s Omrím, jenž byl poté uznán za krále celého severního Izraele. Septuaginta hebrejsky zápis z První knihy královské o něco rozšiřuje a uvádí, že ve zmíněném vojenském střetu zemřel nejen samotný Tibní, ale i jeho bratr Jóram. Tibního přízvisko „syn Gínatův“ může odkazovat buď na jméno jeho otce, nebo na území s místopisným názvem Gínat, o němž se zmiňují texty klínopisné i hieroglyfické.